# ودي براون (ممثل)
ودي براون (بالإنجليزية: Woody Brown)‏ هو كاتب سيناريو ومنتج أفلام وممثل أمريكي، ولد في 26 فبراير 1956 في دايتون في الولايات المتحدة.

## وصلات خارجية
- ودي براون على موقع IMDb (الإنجليزية)
- ودي براون على موقع قاعدة بيانات الفيلم (الإنجليزية)